# Planetella saturni
Planetella saturni är en tvåvingeart som först beskrevs av Ephraim Porter Felt 1914.  Planetella saturni ingår i släktet Planetella och familjen gallmyggor.
Artens utbredningsområde är New York. Inga underarter finns listade i Catalogue of Life.